# Terquin Mott
Terquin T. Mott  (nacido el 30 de enero de 1974 (51 años) en Filadelfia, Pensilvania)  es un exjugador de baloncesto estadounidense. Con 2.03 de estatura, jugaba en la posición de pívot.

## Equipos
- High School. Glenn Mills (Philadelphia, Pennsylvania).
- 1992-94 NCAA. Universidad de La Salle.
- 1994-95 No juega por cambio de universidad.
- 1995-97 NCAA. Universidad de Coppin State.
- 1997-98 CBA. La Crosse Bobcats.
- 1997-98 Liga de Turquía. Emlakbank Ortakoy.
- 1998-99 ACB. TDK Manresa.
- 1998-99 ACB. TDK Manresa.
- 1998-99 CBA. Rockford Lightning.
- 1998-99 CBA. La Crosse Bobcats.
- 1999-00 Liga de Filipinas. San José.
- 1999-00 ACB. CB Gijón.
- 2000-01 Liga de Turquía. Galatasaray. Dos partidos.
- 2000-01 ACB. Lucentum Alicante. Entra por el lesionado Marlon Maxey.
- 2001-02 NBDL. Fayetteville Patriots. Cuatro partidos.
- 2001-02 CBA. Grand Rapids Hoops.
- 2002-03 CBA. Gary Steelheads.
- 2002-03 LEB. Cantabria Lobos. Entra por Joe Bunn.